# Eugen I. Angelescu
Eugen I. Angelescu (n. 1897, Râmnicu Vâlcea, Vâlcea, România – d. 1968, București, România) a fost un chimist român, membru titular al Academiei Române (din 1963).

## Biografie
Fost student în chimie la Sorbona. Profesor de chimie organică la București. A făcut cercetări în domeniul chimiei coloidale, al solubilității selective a unor substanțe organice și în domeniul cineticii chimice.
A desfășurat o largă muncă de popularizare a chimiei în rândul maselor.
A elaborat lucrarea cu caracter didactic: „Introducere în chimia fizică ” (1940).

## Activitate profesională
Între 1915-1920 studiază la Facultatea de științe a Universității din București. În 1924, la Roma, primește titlul de doctor în chimie.
Din 1928 a fost conferențiar de chimie fizică în cadrul Universității București, catedra de chimie agricolă, iar între 1936-1966 profesor de chimie organică la aceeași Facultate.
Din anul 1948 este profesor al Facultății de Chimie din cadrul Universității București. Între 1958-1960 este prorector al Universității București.
Angelescu a fost membru corespondent al Academiei Române (1939), membru titular (1963) și profesor emerit și membru al Asociației chimiștilor din Franța și Kolloid Gesellschaft din Germania.
A fost membru fondator al Academiei de Științe din România.
Ca cercetător a studiat relațiile dintre structura și proprietățile fizico chimice ale compușilor organici, absorbția și solubilitatea selectivă în dizolvanți polari și în amestecuri de dizolvanți. A cercetat și natura combinațiilor moleculare dintre aminele aromatice și acizii alifatici, cinetica unor reacții chimice ale compușilor organici.
A elaborat anumite metode chimice și fizico-chimice pentru analizarea și caracterizarea unor compuși organici destinați industriei.
A fost unul dintre pionierii chimiei coloizilor, prin cercetările sale fundamentale, asupra coloizilor organici, urmărind și variația proprietăților unor sisteme coloidale, în domeniul de trecere de la dispersia coloidală la dispersia moleculară. În terminologia științifică internațională a intrat „efectul Angelescu”, constând din acțiunea dublă de solvatare și dispersie, exercitată de un agent liofilizant, adăugat unei soluții coloidale. Pe baza cercetărilor asupra solubilității uleiurilor vegetale, stabilește o metodă de determinare a „punctului de furfurol”, parametru de mare eficiență în urmărirea și îmbunătățirea calității produselor din domeniile rafinării uleiurilor, nitrocelulozei, rășinilor sintetice.

## Distincții
- titlul de Profesor Emerit al Republicii Populare Romîne (18 august 1964) „pentru activitate deosebită în domeniul cercetării științifice și contribuție la dezvoltarea învățămîntului superior”[5]
- Ordinul „Meritul Științific” clasa a II-a (26 septembrie 1966) „pentru merite deosebite în activitatea științifică, cu prilejul Centenarului Academiei Republicii Socialiste România”[6]

## Lucrări
- Introducere în chimia fizică (1940)
- Probleme teoretice de chimie organică (colaborator, 1969)